# Vitbukig frösnäppa
Vitbukig frösnäppa (Attagis malouinus) är en av fyra arter i den sydamerikanska fågelfamiljen frösnäppor, vadarfåglar som anpassat sig till en vegetabilisk föda. Beståndet anses vara livskraftigt.

## Utseende och läte
Vitbukig frösnäppa är em 26,5–29 cm lång kryptiskt tecknad fågel, påminnande om en ripa i utseendet. Ovansidan och det mesta av undersidan är tätt fläckad och fjällad i svart, beige och kanelbrunt, tydligt kontrasterande mot vit haka och buk. I flykten syns vita större och mellersta undre vingtäckare och axillarer. Hos honan är avgränsningen mellan det fjällade bröstet och den vita undersidan inte lika tydlig. Vid uppflog hörs upprörda "tu-whit tu-whit" eller "too-ee too-ee...".

## Levnadssätt
Arten hittas på vindpinade bergsryggar eller på hedar, framför allt med kråkbäret Empetrum rubrum och Azorella, där en stenig sluttning möter en bäck eller en liten våtmark. Den häckar på mellan 650 och 2000 meters höjd. Utanför häckningstid hittas den huvudsakligen i steniga partier på den patagonska stäppen, till exempel utmed torra floddalar eller breda stränder vid delvis uttorkade sjöar. Födan består av kråkbär och annat växtmaterial.

### Häckning
Ägg har noterats från januari, men även stora ungar samma månad. Boet är en grop i marken som fodrats med växter som mossa och lavar. Däri lägger den fyra olivgula ägg med svarta teckningar.

## Utbredning och systematik
Vitbukig frösnäppa förekommer i södra Argentina, södra Chile, Kap Horn-arkipelagen och Falklandsöarna. Den behandlas som monotypisk, det vill säga att den inte delas in i några underarter.

## Status och hot
Vitbukig frösnäppa har ett stort utbredningsområde, beståndsutvecklingen anses vara stabil och den tros inte vara utsatt för något substantiellt hot. Utifrån dessa kriterier kategoriserar internationella naturvårdsunionen IUCN arten som livskraftig (LC). Världspopulationen är dock relativt liten, uppskattad till mellan 5 000 och 20 000 vuxna individer.

## Namn
Fågelns vetenskapliga artnamn syftar på Falklandsöarna, på franska "Îles Malouines", uppkallade efter franska fiskare och upptäcktsresande från Saint-Malo.